# Mġarr
Mġarr [m̩ˈd͡ʒɐrː] (oder L-Imġarr) früher bekannt als Mgiarro, ist eine kleine maltesische Stadt im Nordwesten der Insel Malta. Mġarr ist eine typische Landgemeinde in einem abgelegenen Gebiet westlich von Mosta. Es ist umschlossen von reichem Bauernland und Weinfeldern. Viele ihrer 3985 Einwohner (Stand 31. Dezember 2020) sind Haupt- oder Nebenerwerbsbauern.

## Geschichte und Entwicklung
Die Geschichte von Mġarr beginnt als Landgemeinde und Eigentum einiger Patrizierfamilien aus Mdina, wie der Familie Vasallo. Mgiarro wurde vom König von Sizilien der Familie Inguanez geschenkt, und einige Zeit später verkauften diese es an die Familie Falsone. Im Laufe der Zeit wurde das Land aufgeteilt und den verschiedenen Nachkommen vererbt.
Mġarr ist bis heute ziemlich gewachsen und wird trotzdem noch als Landgemeinde mit frischer Luft, weit weg von den industriellen Zentren Maltas, angesehen.

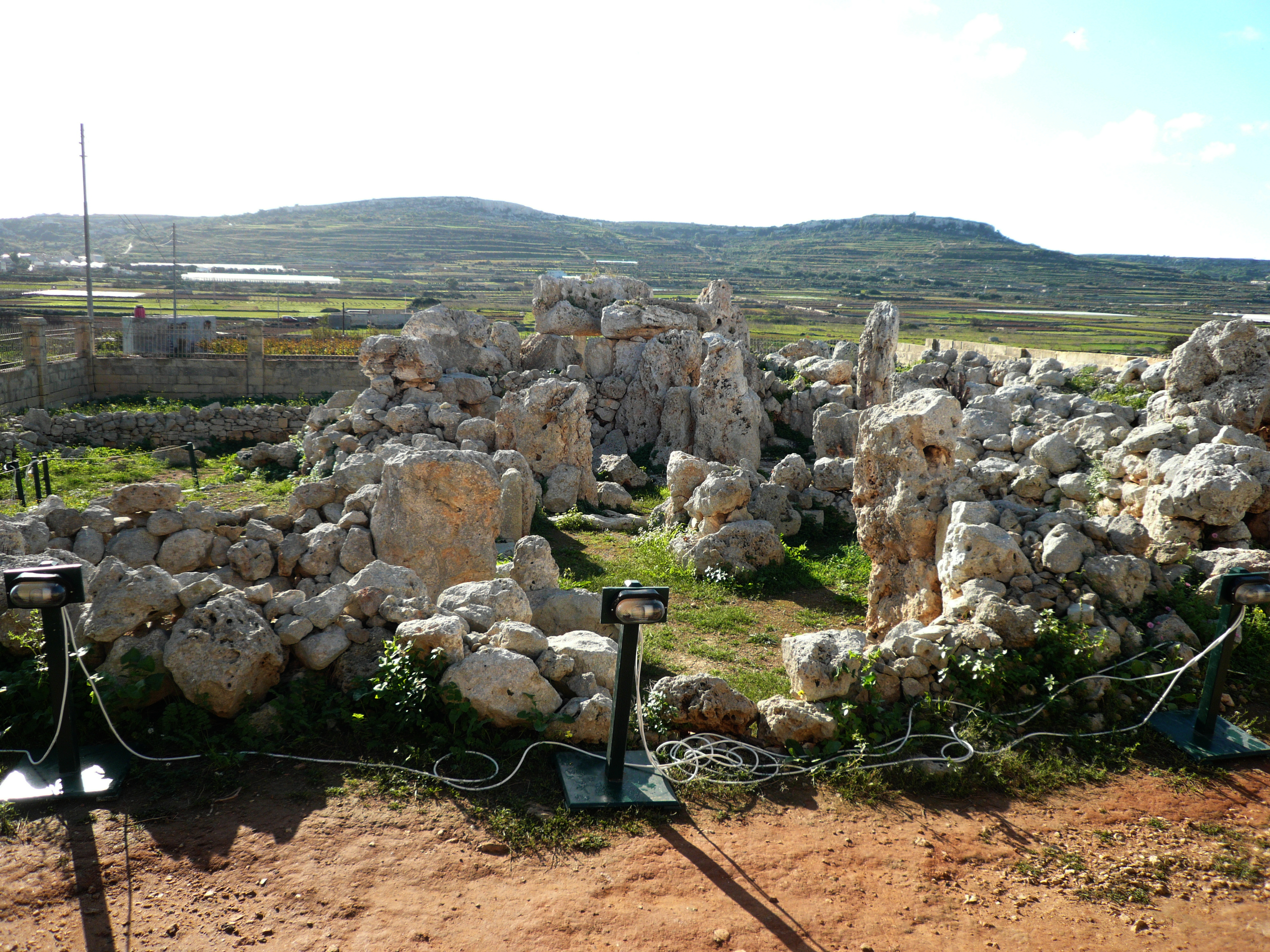
Tempelanlage Ta’ Ħaġrat

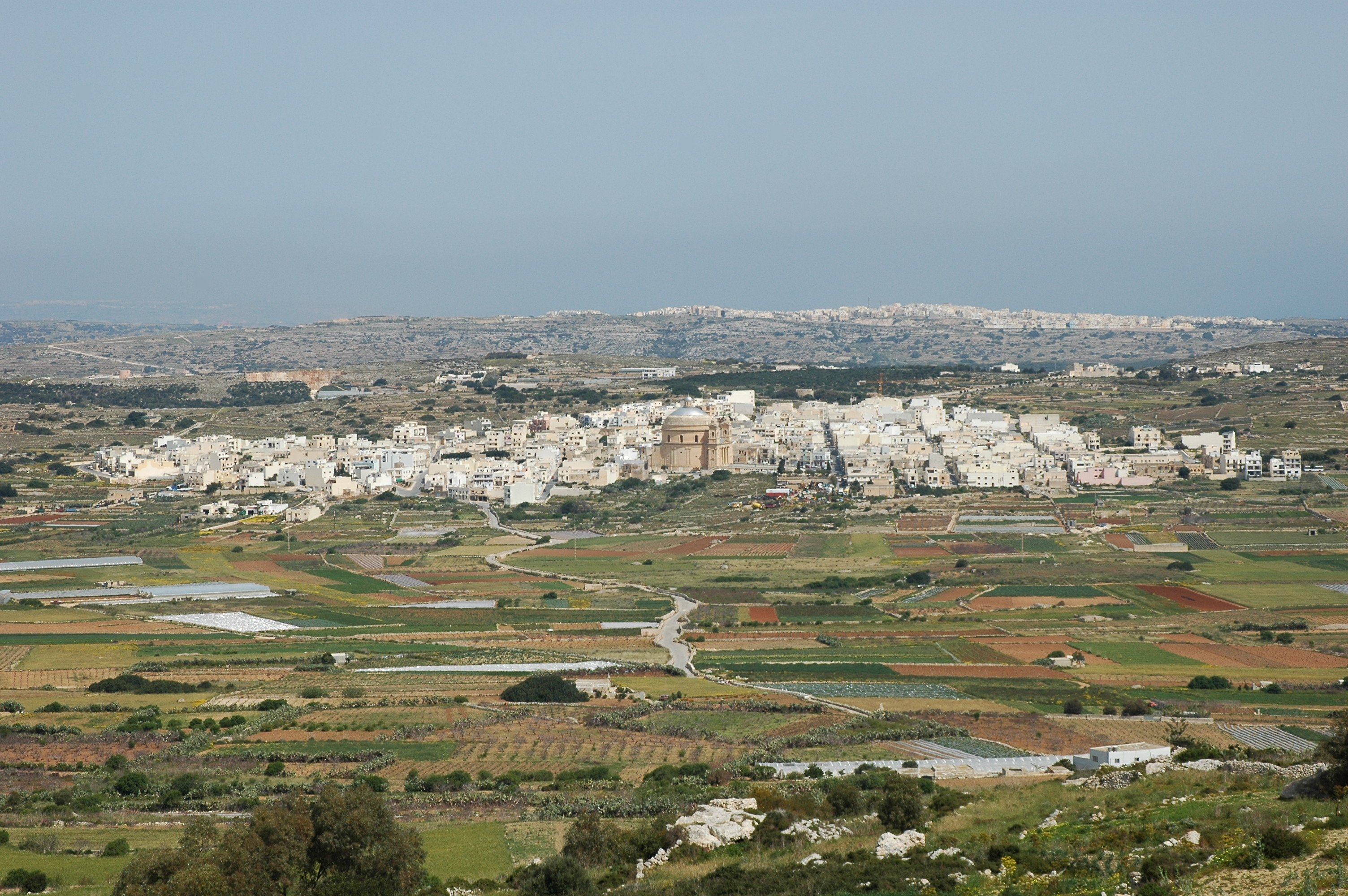
Mġarr von Süden

Mġarrs bäuerliches Umfeld umfasst viele ländliche Orte, wie Binġemma, Wardija, Fomm ir-Riħ und Ġnejna Bay.
Mġarr hat wichtige Grabungsstätten: Ta’ Ħaġrat, das sich noch in gutem Erhaltungszustand befindet, liegt auf einem Feld nahe dem Stadtzentrum, und der Ta' Skorba, ausgegraben 1963, liegt ein wenig außerhalb der Stadt.
|  |  |

## Kirche

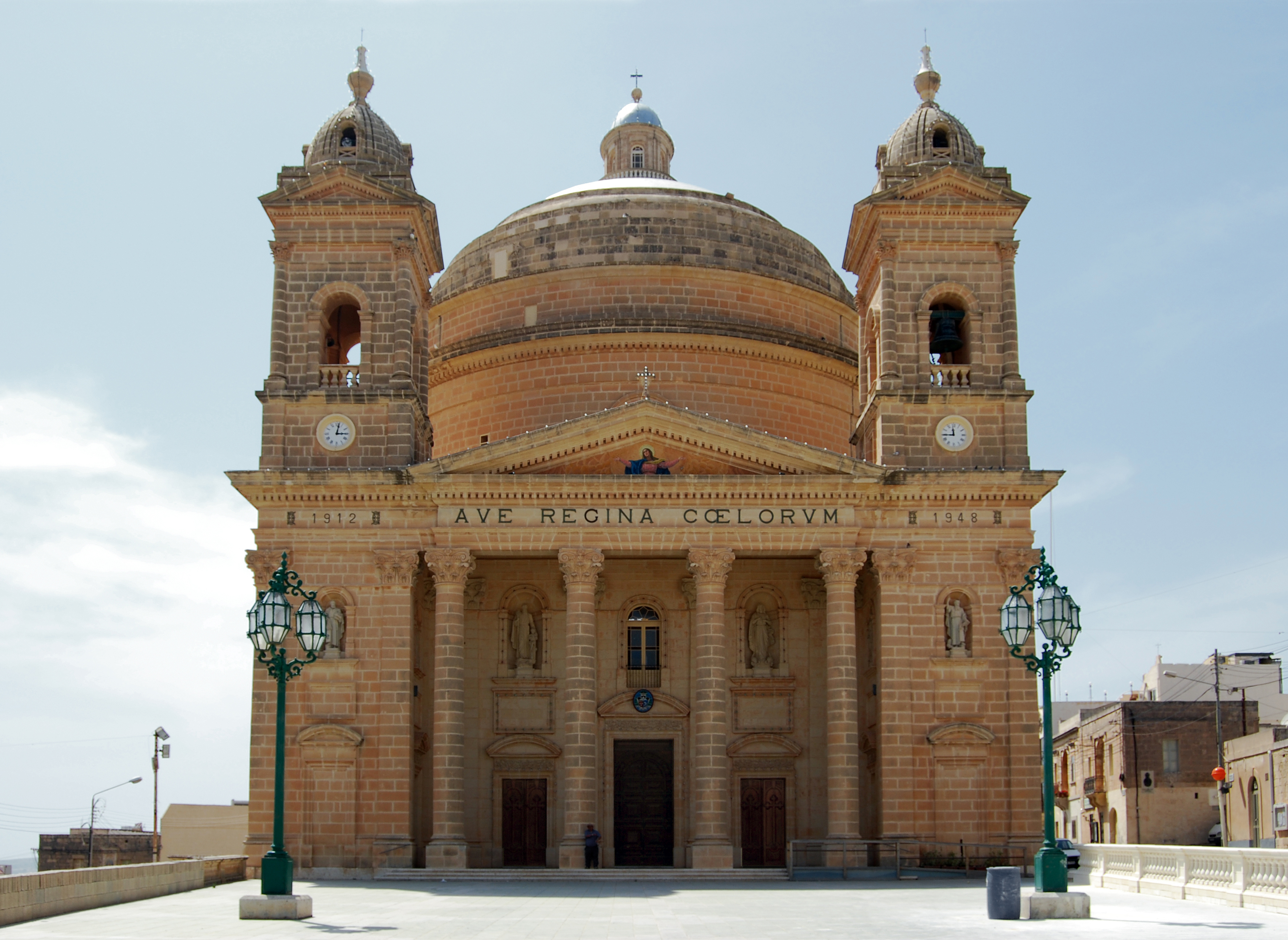
Kirche in Mġarr

Erst zu Beginn des 20. Jahrhunderts wurde Mġarr eine eigene Pfarrgemeinde und bekam eine eigene Kirche. Diese Kirche hat eine der größten Kuppeln der Welt nach der von Mosta. Die einzigartige, ovale Form der Kuppel weist auf die große Menge Geld hin, die aus dem Verkauf von in der Stadt gelegten Eiern erwirtschaftet wurde: Mehr als 300.000 Stück wurden für dieses Projekt verkauft.
Die Pfarrkirche Sta. Maria ist eine kleinere Kopie der Rotunda von Mosta. Ihr Bau wurde 1912 begonnen und durch Eigenarbeit und großzügige Spenden aus dem Verkauf von landwirtschaftlichen Produkten der Gemeindemitglieder ermöglicht. Trotz aller Anstrengungen, den Bau zu beschleunigen, konnte er erst 1946 vollendet werden.
Die Kirche steht auf einem erhöhten Standort und diese Terrasse bietet einen bestechenden Blick über die fruchtbaren Felder und das angrenzende Hügelland. Viele alte Häuser gibt es noch in den engen Straßen rund um die Kirche. Moderne Bauten und eine Eigenheimsiedlung kamen später hinzu.

## Signores di Mugiarro
Dieser Titel ist mit dem Gebiet des heutigen Mġarr verbunden, das von den Familien Inguanez und Falsone (Antonio Inguanez, Barone di Ghariexem e Tabia, Signore di Saccaya e San Giorgio) an ihre Nachkommen vererbt wurde. Der Titel Signor di Mugiarro wurde im Jahr 1442 vom Königreich beider Sizilien „auf alle Zeiten“ gestiftet. Erster Inhaber war die Familie Vasallo und vererbte ihn an die älteste Tochter und ihre Nachkommen. Obwohl die British Royal Commission Studien über maltesische Adelstitel durchgeführt hatte, wurde dieser nicht berücksichtigt, da er auf italienischen Ursprüngen beruhte. Heutiger Inhaber des Titels ist Prinzipat Giuseppe Said (18. Signore di Mugiarro) als ältester Erbe der früheren Lordschaft von Mġarr (resp. Migarro).

## Städtepartnerschaften
Mġarr unterhält eine Partnerschaft mit  Mathi in Italien.

## Söhne und Töchter
- Brooke Borg (* 1992), Sängerin
- Christabelle Borg (* 1992), Sängerin
- Myles Beerman (* 1999), Fußballspieler
- Gaia Cauchi (* 2002), Sängerin